# Deutsch et Bonnet
Deutsch-Bonnet (DB in acroniem), is een merk van sportwagens dat in 1937 werd opgericht door Charles Deutsch en René Bonnet. Het verdween in 1962 en werd opnieuw gelanceerd in 2022.
Prins Rainier met zijn Coach D.B Frua tijdens de Tour de France Automobile van 1953
De D.B Coupés, in race- of klantenversies, werden intensief ingezet in de rallysport en op internationale circuits: 24 Uren van Le Mans, 12 Uren van Sebring, 12 Uren van Reims, TdF Automobile (met name met Prins Rainier van Monaco aan het stuur, die het merk beroemd maakte).

## Geschiedenis
Deutsch et Bonnet was een Franse fabrikant van sportauto's in de jaren 30 tot '60 van de 20e eeuw. Op de auto's werd de merknaam 'DB' gebruikt.
Het bedrijf werd opgericht in Champigny-sur-Marne, door Charles Deutsch en René Bonnet in 1938. Zij maakten gebruik van Citroën-motoren om sportwagens van allerlei soorten, ook voor races, te bouwen. Vanaf 1950 echter verloor Citroën zijn belangstelling voor races en sloten Bonnet en Deutsch een overeenkomst met Panhard, waar zij ruim tien seizoenen mee samenwerkten. De DB's hadden succes in allerlei sportieve autosportevenementen, zoals in de 24 uur van Le Mans, in Sebring (VS), op het circuit van Montlhéry, in de Tour Auto, of in de Mille Miglia. Dat leidde uiteindelijk tot de ontwikkeling van een commercieel sportmodel, de H.B. R5 (850 cm³) en H.B. R4 (745 cm³) die tijdens de winter van 1954-55 gebouwd werden.

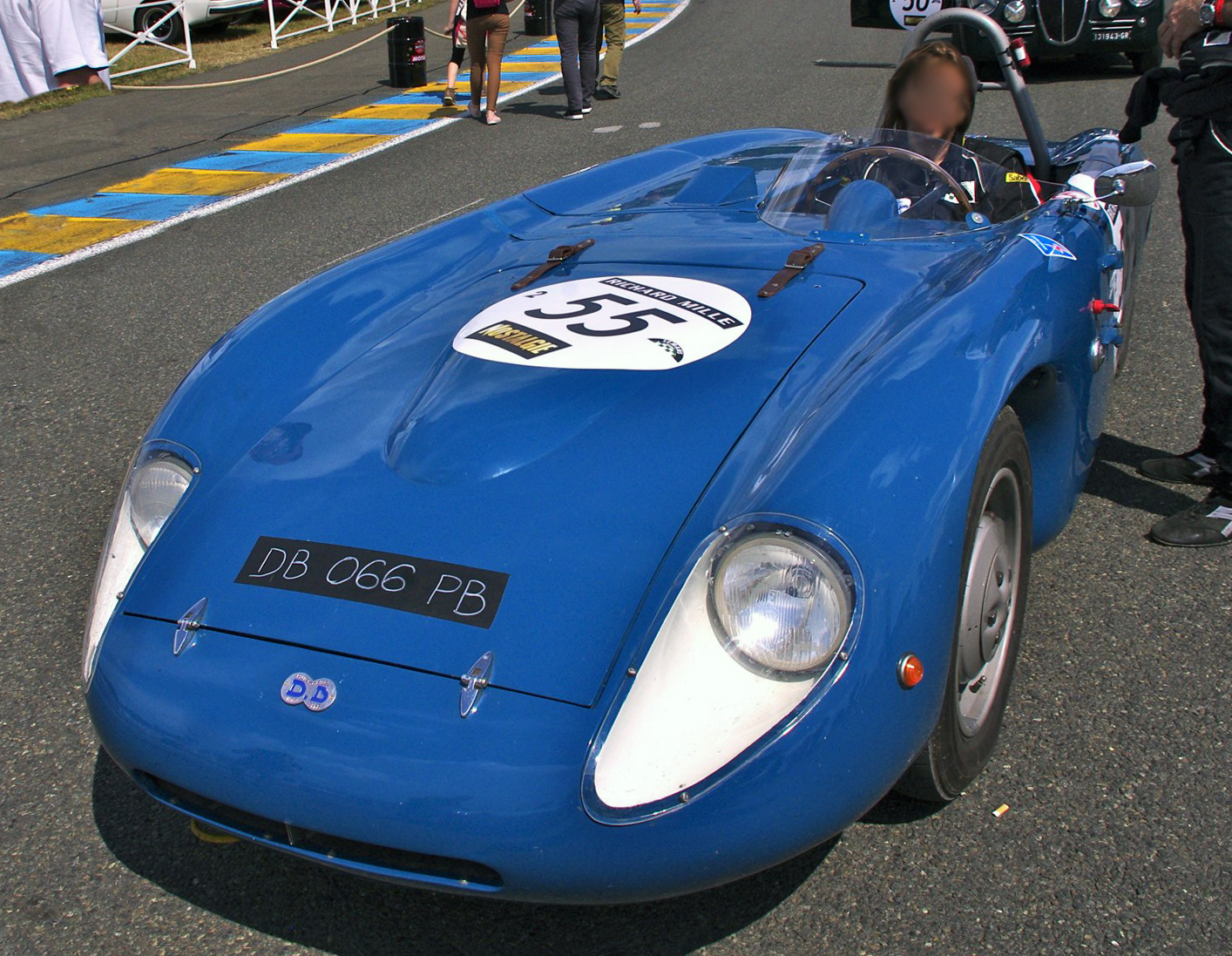
DB-Panhard 750 Barquette

Eind 1961 scheidden de twee oprichters hun wegen, en ging Automobiles René Bonnet alleen door met de productie van sportieve auto's, met name met polyester carrosserieën, gevestigd in Romorantin in het departement Loir-et-Cher, gesteund door Matra en met gebruik van Renault-motoren. Matra kreeg een steeds groter belang in het bedrijfje, totdat Bonnet in 1964 in de financiële problemen kwam, en Matra zijn fabriek in Romorantin overnam, en daarmee ook de René Bonnet Djet sportwagen, die omgedoopt werd tot Matra Bonnet Djet V.
In 2022 wordt het merk DEUTSCH-BONNET opnieuw gelanceerd door Pierre-Marie Freulon. Het bedrijf DEUTSCH-BONNET wordt heropgericht om een waterstof supercar te creëren.